# Tellina idae
Tellina idae är en musselart som beskrevs av Dall 1891. Tellina idae ingår i släktet Tellina och familjen Tellinidae. Inga underarter finns listade i Catalogue of Life.